# St. Maria zur Wiese (Soest)

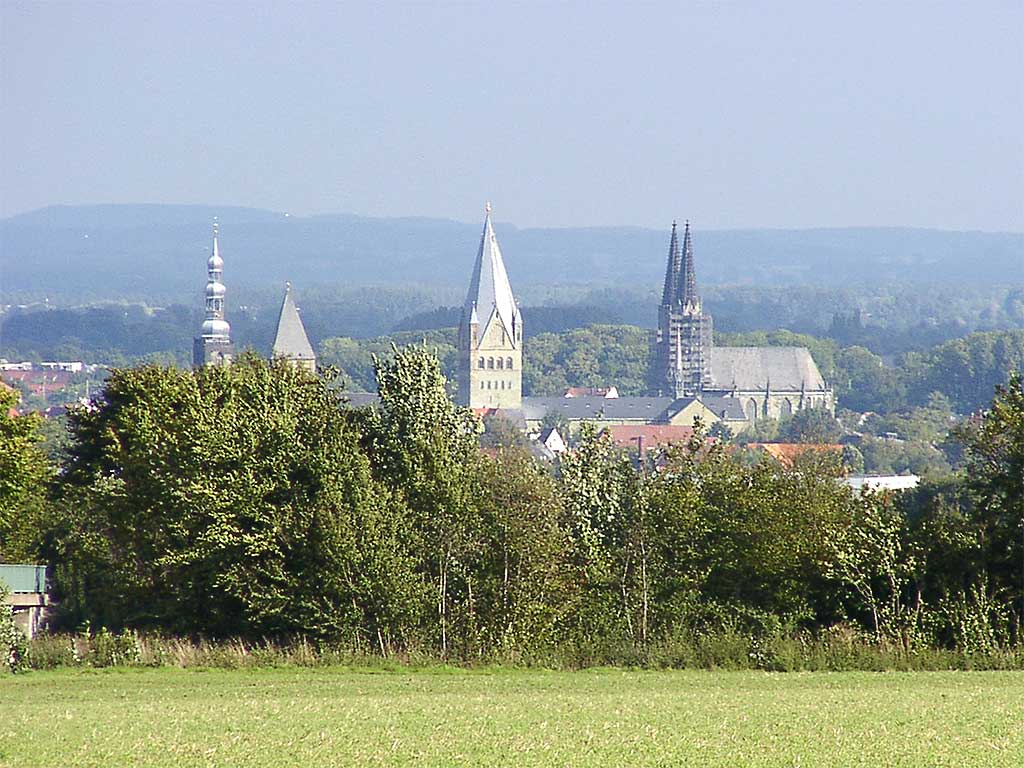
Blick auf Soest, vom südlich gelegenen Haarstrang aus gesehen. Ganz rechts die zweitürmige gotische Wiesenkirche, der Südturm ist eingerüstet

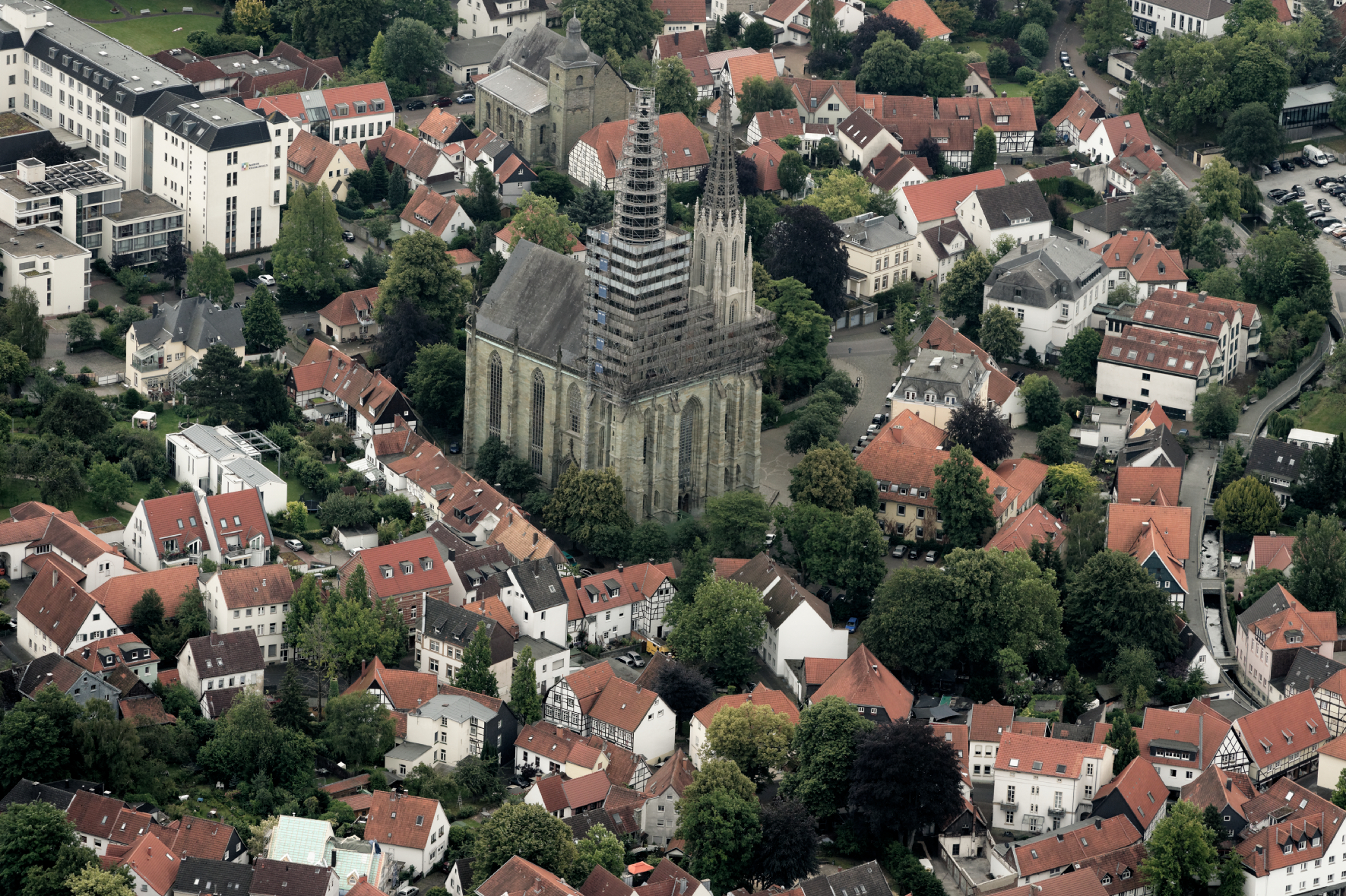
Luftbild im Sommer 2014

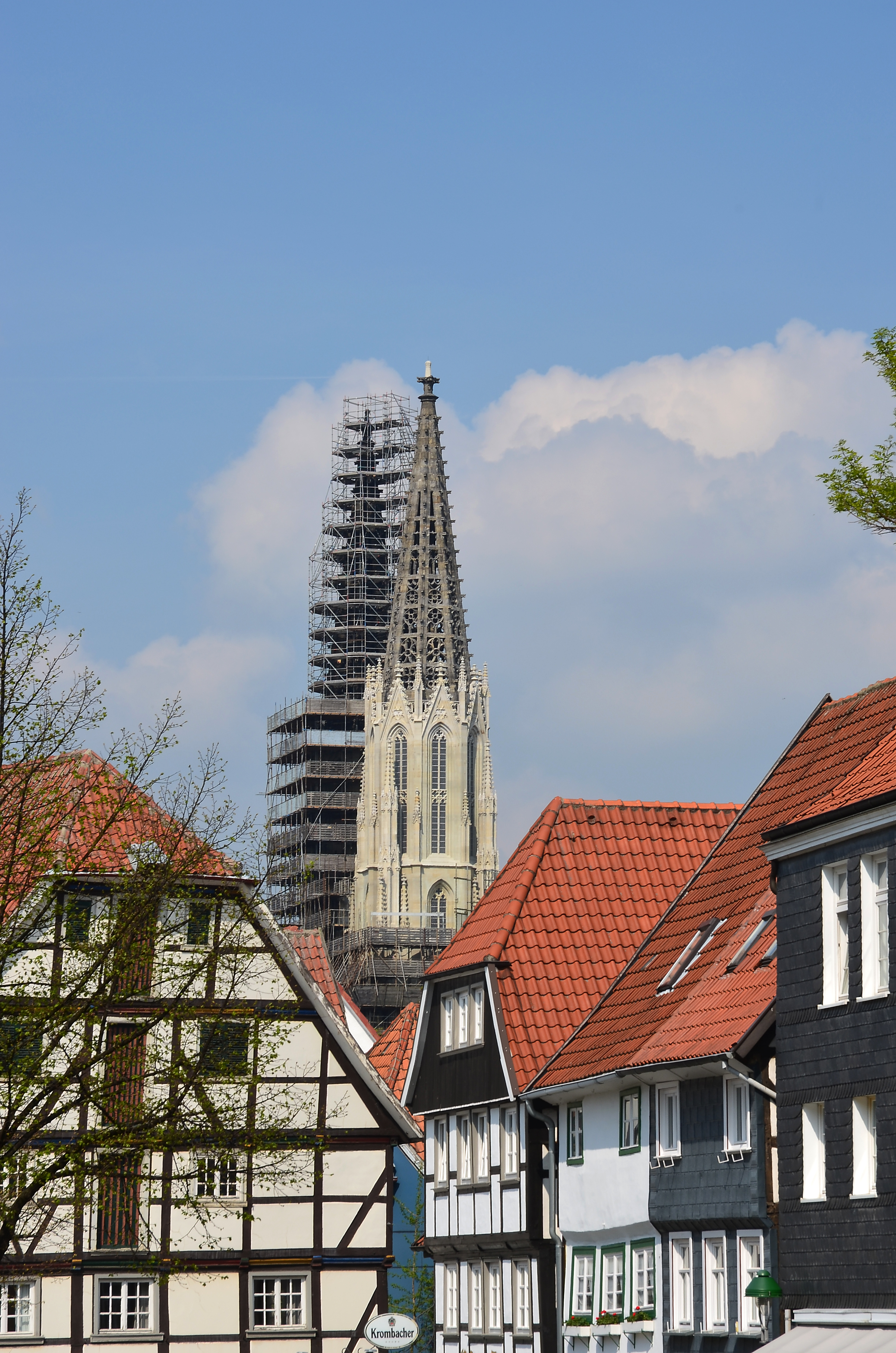
Nach knapp sechsjähriger Renovierung zeigt sich im April 2014 der südliche Turm im neuen Glanz

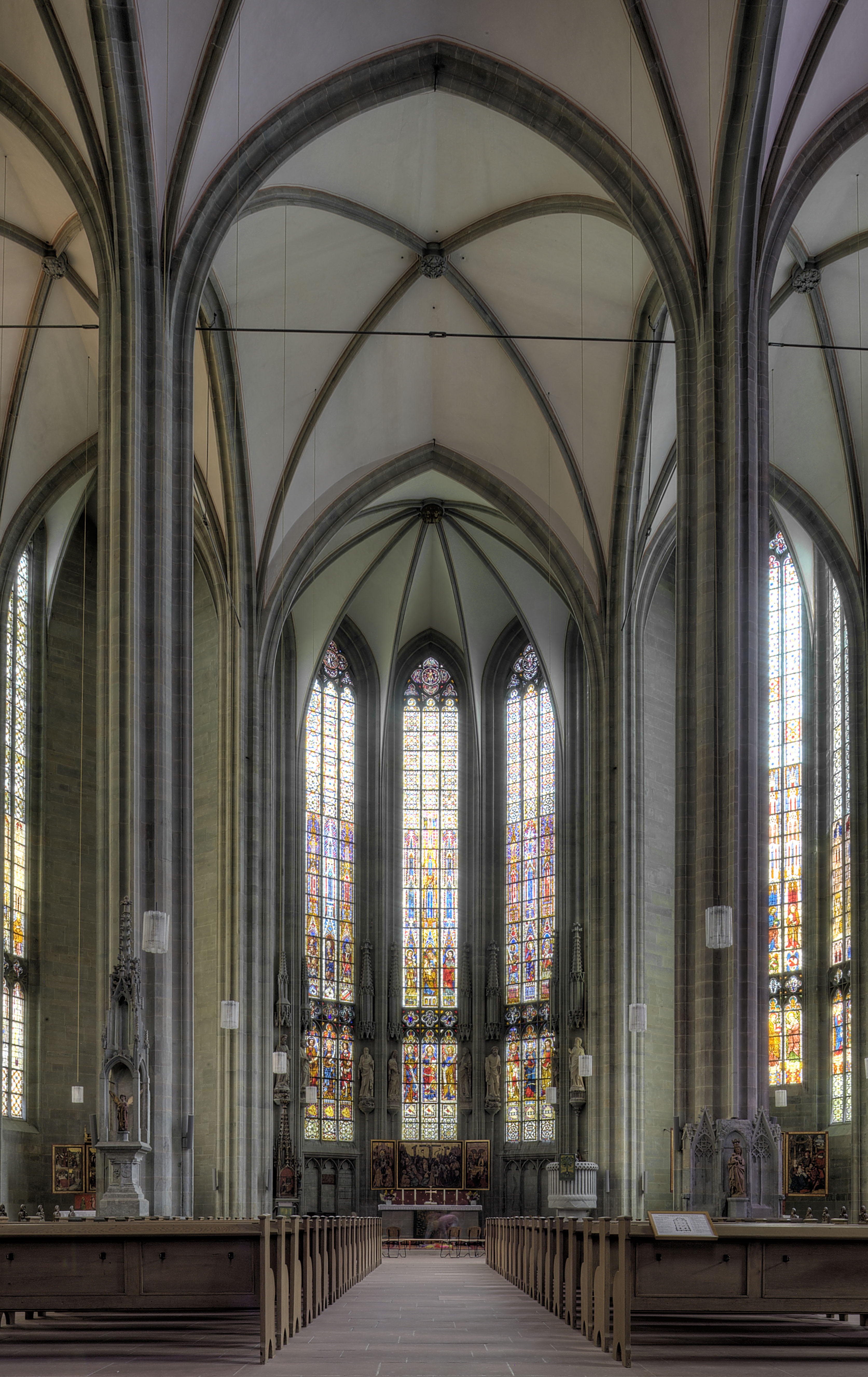
Blick durch das Mittelschiff zum Chor

Die evangelische Wiesenkirche oder Kirche St. Maria zur Wiese in Soest gilt als eine formvollendete westfälische Hallenkirche. Von annähernd quadratischem Grundriss geprägt, bietet ihr Inneres dem Betrachter von manchen Standpunkten aus den Eindruck einer reinen Fensterfront, getragen von grazilem Bündelpfeilerwerk. Die hohen Fensterbahnen erreichen im Chor beinahe den Boden. Am Tag wirkt das Gotteshaus leicht und lichtdurchflutet. Drei nahezu gleich hohe, sehr flach gewölbte Schiffe geben dem Raum sein Ebenmaß. Die Baugeschichte erstreckt sich über Jahrhunderte. An Stelle des romanischen Vorgängerbaus wurde 1313 für die heutige Kirche der Grundstein gelegt. Die das Außenbild bestimmenden Doppeltürme wurden erst in der zweiten Hälfte des 19. Jahrhunderts errichtet.

## Architektur und Baugeschichte
Der romanische Vorgängerbau der Kirche – im Grundriss ganz ähnlich der benachbarten Kirche St. Maria zur Höhe – stand der Überlieferung nach in einem sumpfigen Gebiet, das dann entwässert wurde. Das gotische, in dem südlich von Soest abgebauten Grünsandstein errichtete Kirchengebäude entstand auf einer Wiese: St. Maria in Pratis – St. Maria zur Wiese. Der Baubeginn ist aufgrund einer (nicht einwandfrei zu lesenden) Bauinschrift für das Jahr 1313 überliefert, als erster Baumeister ein Johannes Schendeler genannt. Nach seinem Entwurf konnte der Chorbau bis 1376 fertiggestellt werden. Als weiterer Baumeistername ist für 1392 der aus einer Lippstädter Ratsfamilie stammende Godert van Sunte Druden als „werckmeister tho der Wese“ überliefert. Der zweitürmige Westbau wurde einer Bauinschrift zufolge im Jahre 1421 durch Johannes Verlach begonnen, aber nach 1525 eingestellt, als unter dem letzten Baumeister, Porphyrius von Neuenkirchen, lediglich der nördliche Turmunterbau und das mittlere Portaljoch die Traufhöhe des Schiffs erreicht hatten. Dass auch schon zu diesem Zeitpunkt Turmaufbauten mit einem offenen Maßwerkhelm wie am Kölner Dom vorgesehen waren, belegt der als Turmmodell ausgebildete hölzerne Aufbau eines Sakramentshauses im Chor der Kirche.
Die besondere architektonische Wirkung der Wiesenkirche beruht auf dem Abschluss der kapellenartig zentrierten Hauptapsis aus sieben Seiten eines Zehnecks sowie der eleganten Ausbildung der strebepfeilerlosen Nebenapsiden. Die Gestaltung findet sich am Chor der Petrikirche in Soest vorgebildet. Im Innern sind die außerordentlich schlanken und kämpferlos mit herabgeführten Birnstabrippen ausgebildeten Pfeiler raumbestimmend. Daraus resultiert, im Zusammenklang mit den wohlabgewogenen Proportionen und den fein gearbeiteten Architekturformen, ein ungewöhnlich harmonischer, lichter Innenraum.
Die Kirche wurde – wie aus dem Namen abzuleiten ist – erbaut, um darin ein Marienbild aufzubewahren, das aus dem 12. Jahrhundert stammt und über viele Jahrhunderte Pilger aus nah und fern anzog. Dieses Marienbild wurde in der Reformationszeit, in der die Kirche evangelisch wurde, entfernt und laut einer Legende auf dem Dachboden der Kirche aufbewahrt. 1661 wurde es als Sühnegabe für einen Waldfrevel an die Nachbarstadt Werl übergeben, wo noch heute jährlich mehr als 200.000 Menschen zur Muttergottes von Werl pilgern.

### Türme
Die die Soester Stadtsilhouette prägenden Türme der Doppelturmfassade mit ihren durchbrochenen Helmen wurden im späten 19. Jahrhundert errichtet, nachdem König Friedrich Wilhelm IV. von Preußen 1840 die dafür notwendigen Gelder zur Verfügung gestellt hatte. Der tatsächliche Ausbau der Türme nach den Plänen des bereits 1853 verstorbenen August Soller begann jedoch erst 1861 und kam 1874/75 zum Abschluss. Sie erreichen eine Höhe von 75 Metern. Auch die Innenausstattung wurde bis 1882 restauriert und ergänzt, unter anderem durch Kunstwerke aus der abgebrochenen St.-Walburgis-Kirche.
1933 wurden zeitbedingt die neugotischen Turmaufbauten in ihrem Ornament stilistisch bereinigt, die schweren Kriegsschäden bis 1950 beseitigt. In den durch starke Verwitterung des Grünsandsteins seit 1987 notwendig gewordenen Wiederherstellungsarbeiten an den Westtürmen wird der wesentlich witterungsbeständigere, aber farblich stark abweichende Oberkirchener Sandstein verwendet, zugleich aber werden auch die neugotischen Bauformen wieder rekonstruiert, um dem Bauwerk seine historische Gestalt wiederzugeben.

## Ausstattung

### Chor

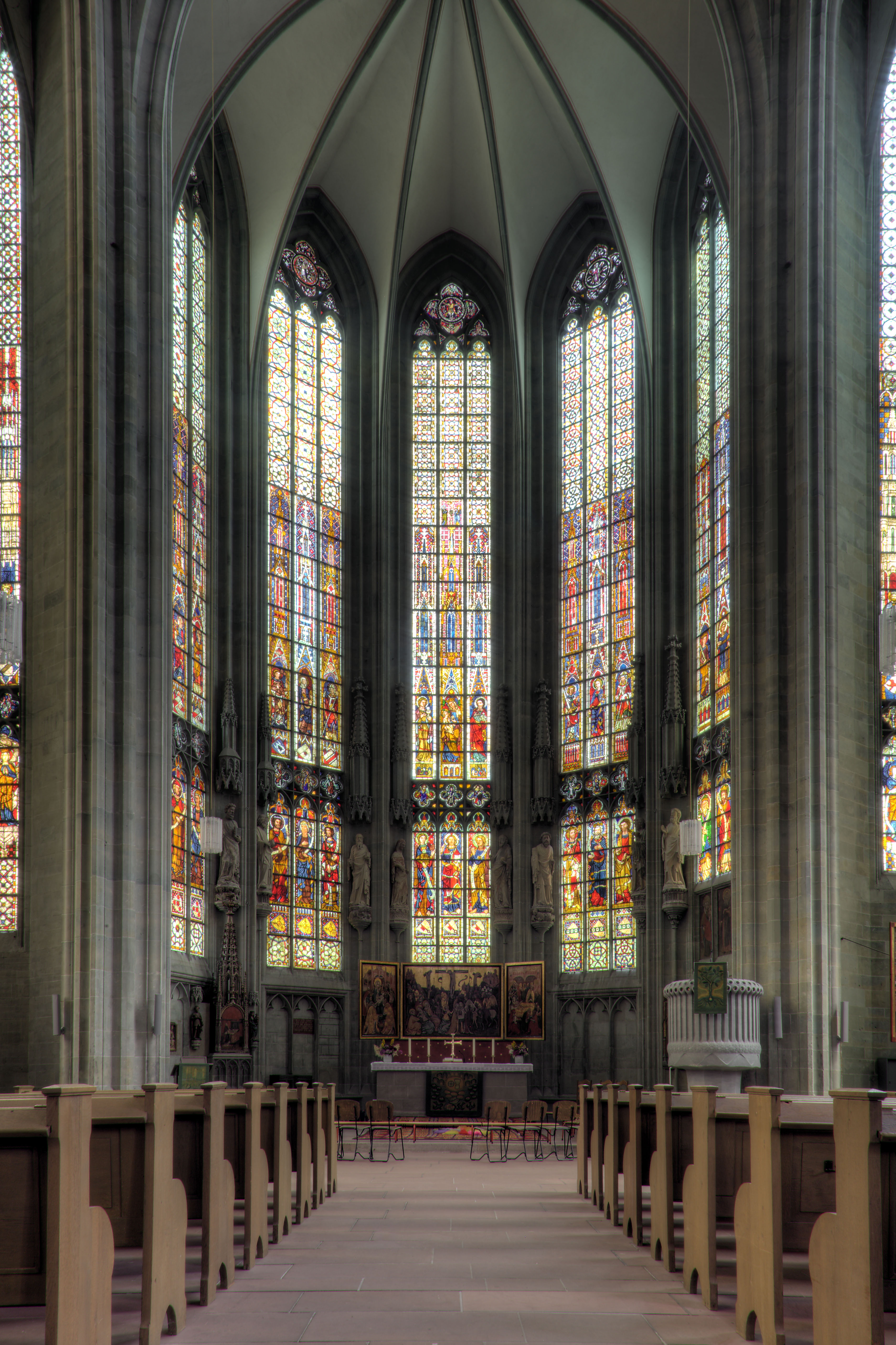
Blick in den Chor

Im Chor stehen zwischen den Glasfenstern (um 1320 bis 1340) noch elf überlebensgroße Statuen; sie bilden die bedeutendste noch an Ort und Stelle befindliche Gruppe von westfälischen Monumentalfiguren des 14. Jahrhunderts. Christus und Maria in der Mitte werden seitlich von ehemals zwölf (oder sechzehn?) Aposteln sowie Johannes dem Täufer begleitet. Die Anordnung folgt damit der Figurenfolge im Kölner Domchor, aber es gibt in Soest merkwürdigerweise Plätze für 16 Figuren und nicht wie in Köln 14 Plätze. Es wurde angenommen, dass die ikonographische Anordnung der Soester Figuren einer ikonographischen Tradition des Hauptaltars des Doms in Münster folgt, wo, wie in Soest, ausnahmsweise 16 kleinere vergoldete Figuren zum Bildprogramm des Hauptaltars gehören. Somit entspricht dies möglicherweise einer lokalen westfälischen Tradition. Aber die aus Baumbergersandstein von Münster gefertigten, noch 11 verbliebenen Figuren und deren Sockel gehen in ihrer plastischen Bildung und ornamentalen Prägung stilistisch auf eine Kölner Werkstatt zurück, welche nach vorläufiger Einstellung der Bauarbeiten am Südturm des Kölner Domes weiter nach Soest gewandert ist. Angesichts jüngster Forschung, entspricht dem Figurenzyklus der Soester Wiesenkirche und seiner Ornamentik ein Herstellungsdatum zwischen 1310 und 1325, und somit fertigte wahrscheinlich keine in Soest tätige Bildhauerwerkstatt ab etwa 1350 diese Figuren. Mehrere Bildhauerhände sind unterscheidbar. Von eigener Qualität sind die Statuen von Christus, Petrus und Bartholomäus, gekennzeichnet durch flache, umrisshafte Gestaltung und kalligraphische Gewandsäume. Bei einer Restaurierung wurden die Figuren 1973 in der vermutlichen richtigen Reihenfolge wieder aufgestellt. Das Skulpturenprogramm der Apostel steht in antithetischem Kontext zu den alttestamentlichen Gestalten der Glasfenster. Marienleben und Heilsgeschichte finden mit den Darstellungen von Marienkrönung und Jüngstem Gericht in der oberen Fensterzone und im Schlussstein ihren Abschluss.

### Südportal und „Westfälische Madonna“

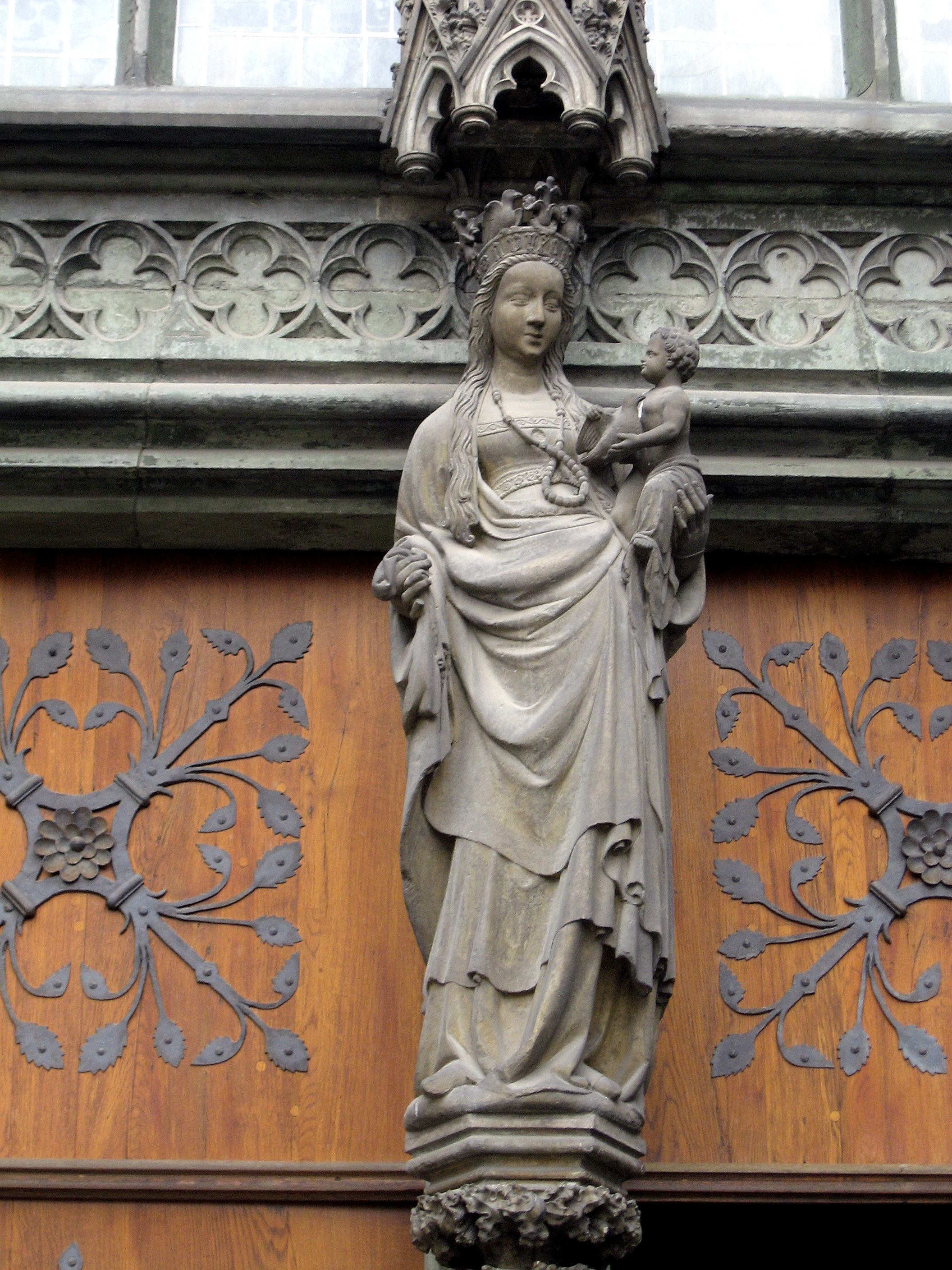
Marienfigur am Südportal

Das Südportal stammt aus dem ausgehenden 14. Jahrhundert. Die Figuren sind Repliken; die Originale – ebenfalls aus der Zeit um 1400 – stehen im Inneren der Kirche. In der Mitte steht die zumindest für Westfalen legendäre Plastik der sogenannten Westfälischen Madonna. Tatsächlich ist sie möglicherweise rheinischen Ursprungs – stilistische Ähnlichkeiten zur Bildhauerei der Kölner Kathedralschule sind nicht zu übersehen.
Die Gestalt der Maria ist dynamisch ausgewogen. Die hoheitsvolle Distanz der Hochgotik wurde aufgegeben zugunsten einer dekorativen Schönheit in der Schilderung von Gewanddetails, die wohl ohne den Einfluss der Schönen Madonnen aus der Parlerschule nicht denkbar ist. Die Parler waren eine Baumeister- und Bildhauerfamilie des 14. Jahrhunderts, die in der Bauplastik Kölns und Süddeutschlands eine bedeutende Rolle spielte. Sie beeinflussten wesentlich die gesamte Kunstgeschichte Deutschlands, in der Plastik vor allem durch einen neuen Stil in der Madonnendarstellung, der durch eine dekorativ-schöne und anmutig dynamisch-bewegte Gestaltung geprägt ist – hier also offenbar eine westfälische Variante.

### Aldegrever-Altar

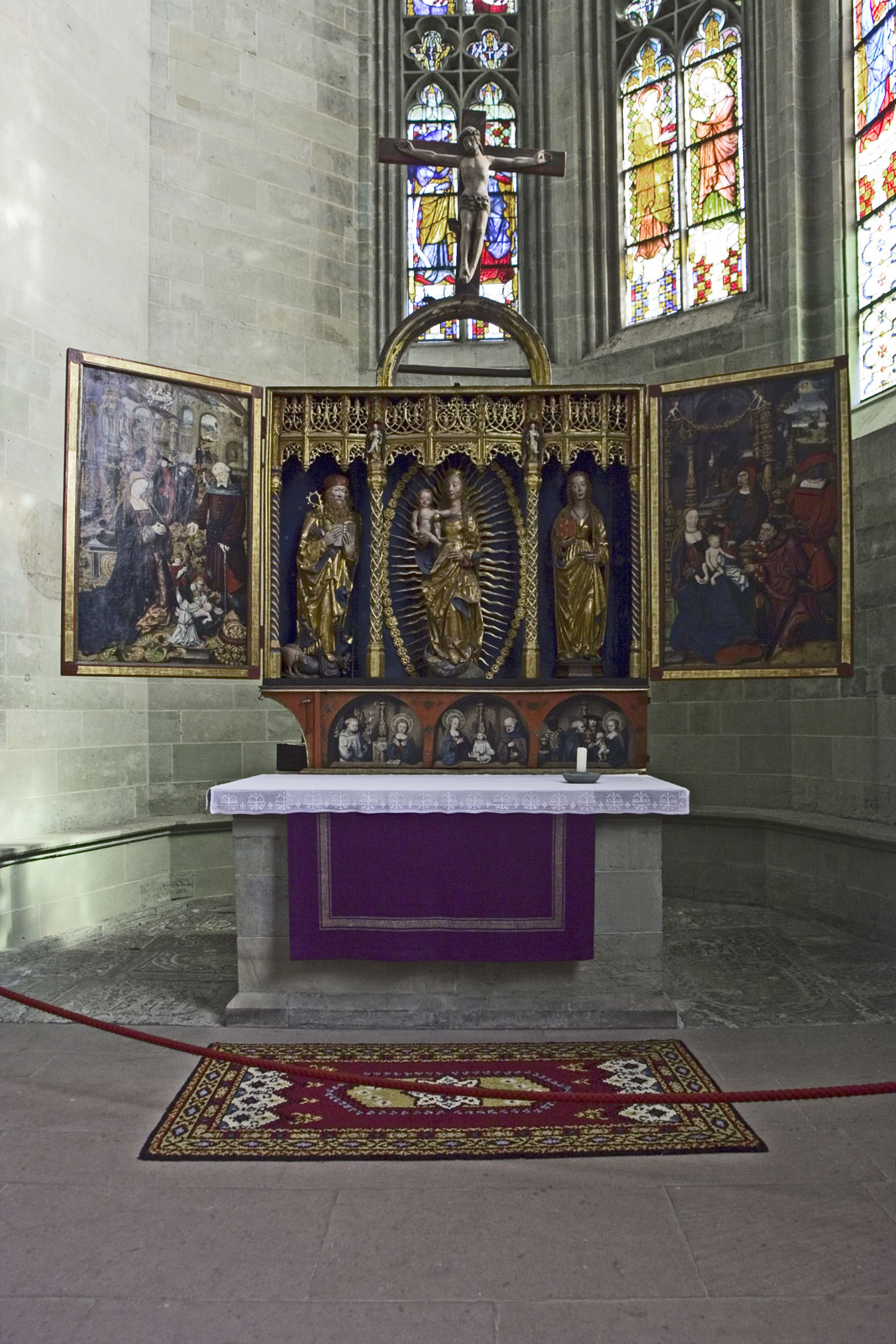
Aldegrever-Altar

In der südlichen Apsis des Chores steht das kunsthistorische Hauptwerk der Wiesenkirche, der Aldegrever-Altar von 1526. Es ist eigentlich ein Marienaltar von Heinrich Aldegrever, einem Meister, der sich als Kupferstecher zur Zeit Holbeins und Dürers Ruhm erwarb, dessen Wirken als Maler aber umstritten ist. Aldegrever gilt als der begabteste Künstler Westfalens im Umbruch zwischen Mittelalter und Neuzeit. In dem geschnitzten Soester Schrein steht in der Mitte die Madonna im Strahlenkranz zwischen den Heiligen Antonius und Agathe. Lediglich die gemalten Seitenflügel stammen von Aldegrever. Der linke Flügel zeigt die Geburt Christi, der rechte die Anbetung der Könige. Besonders auf der rechten Tafel belegen die Balustradenständer, dass Aldegrever hier bereits 1526/1527 typische Renaissance-Formen in seiner Malerei verwendet hat.

### Weitere Ausstattung
- Der Annen- oder Sippenaltar, der sich heute im Hochchor befindet, von 1473 gab dem Meister von 1473 seinen Notnamen. Der Mittelteil zeigt drei Generationen der Heiligen Sippe, Annas Ehemänner, ihre Töchter und deren Gatten. Die linken Bildfelder zeigen Szenen aus dem Leben Annas, die rechten Szenen aus dem Leben Mariens.[6]
- Im Hauptchor steht der Jacobialtar eines unbekannten Meisters von 1420. Er zeigt, auf Goldgrund gemalt, in der Mitte die Kreuzigung, links die Anbetung der Könige, rechts den Tod Mariens. Die Rückseiten zeigen einen Bischof, die Hl. Katharina, die Hl. Agathe und Jakobus den Älteren.[6]
- Ein kleines Sakramentshäuschen, flankiert mit einer Statue der Madonna mit Kind aus Sandstein und einer Eichenholzstatue des Hl. Reinoldus. Alle drei Werke stammen aus dem frühen 15. Jahrhundert.[6]
- Ein weiteres spätgotisches Sakramentshäuschen, um 1530 entstanden, steht vor dem östlichen Pfeiler im Nordschiff. Es enthält das Soester Wappen, ein Steinmetzzeichen im Sockel und eine kleine Engelsstatue aus dem 14. Jahrhundert.[6]
- Daneben in der nördlichen Chorwand ist ein Alabasterrelief der heiligen Dreifaltigkeit aus der zweiten Hälfte des 15. Jahrhunderts.[6]
- Brabantischer Schnitzaltar: Von dem Altar aus Eichen- und Lindenholz unter dem Marienfenster ist nur noch der Mittelteil erhalten. Er stammt aus dem frühen 16. Jahrhundert und zeigt neben Szenen aus dem Marienleben die Passion Christi.[6]
- Über dem Sippenaltar, dem Algreveraltar und dem Brabantischen Altar sind Kruzifixe angebracht, die aus dem 13. Jahrhundert stammen. Das Kreuz über dem Sippenaltar enthält Medaillons mit den Evangelistensymbolen und im Korpus Reliquien französischer Heiliger.[6]
- Fenster über dem Nordportal: Westfälisches Abendmahl (unbekannter Künstler, 1500)
- Fenster im Chor aus dem 16. Jahrhundert – hier auch die älteste Darstellung des Soester Stadtwappens
- Kirchenfenster von Hans Gottfried von Stockhausen
- Zwei gotische Wandmalereien: Die ältere neben der Sakristeitür zeigt die Verkündigung und stammt aus der Zeit um 1370, auf der jüngeren über der Sakristeitür sind Maria mit Kind, der Hl. Antonius und die Hl. Elisabeth, die einem nackten Bettler ein Kleid reicht, zu sehen. Letztere Malerei stammt aus dem ersten Viertel des 15. Jahrhunderts.[6]

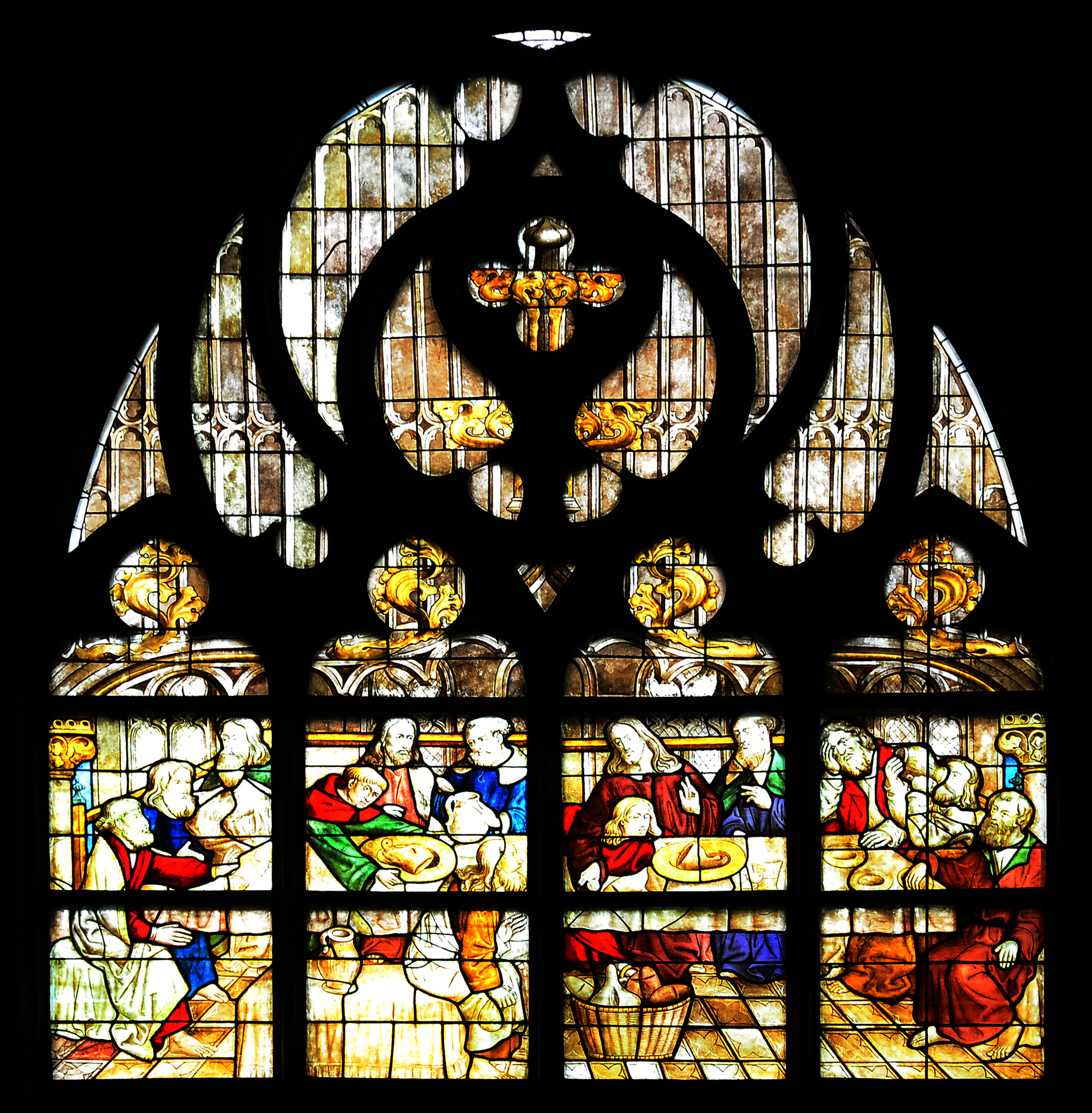
Fenster mit dem „Westfälischen Abendmahl“
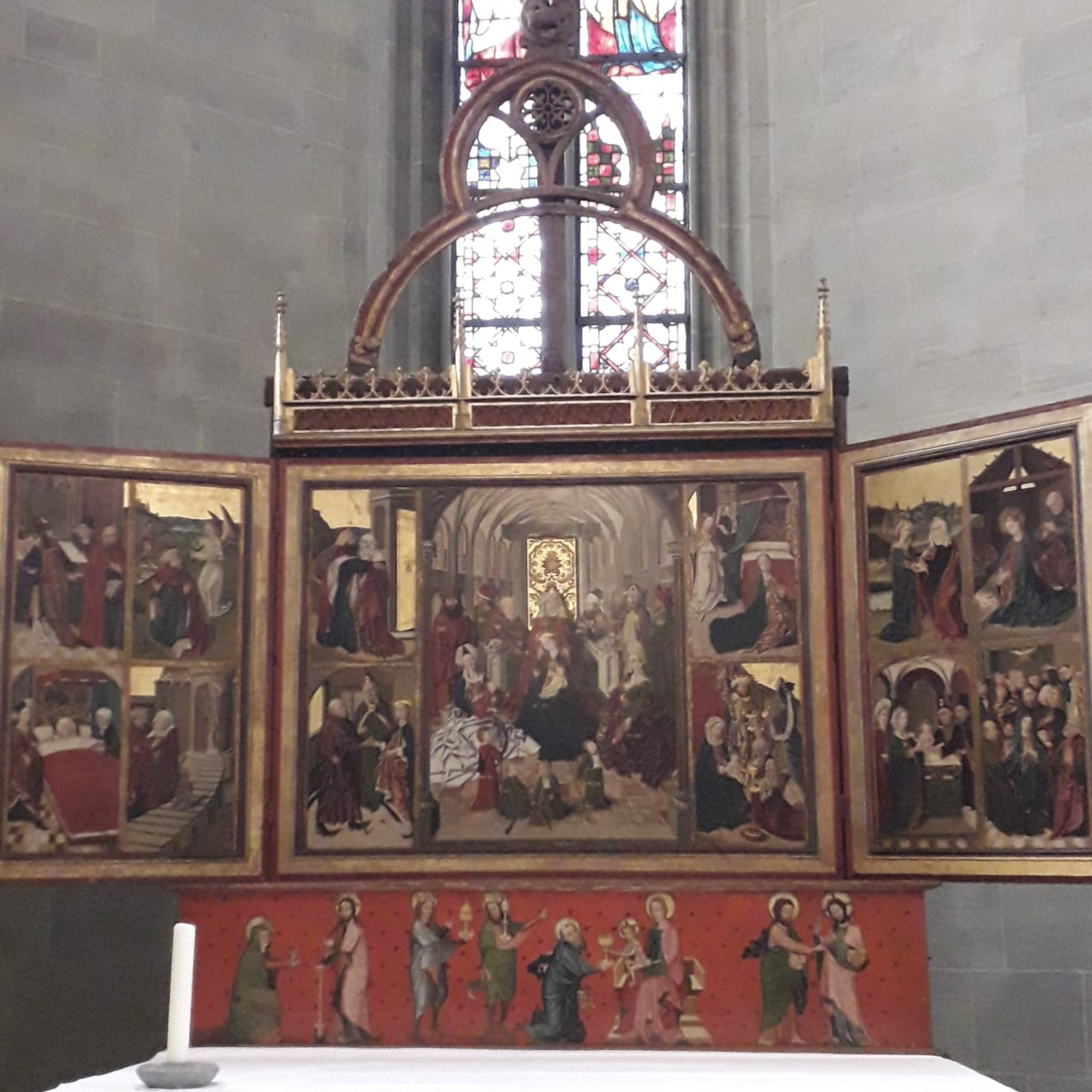
Annen- oder Sippenaltar
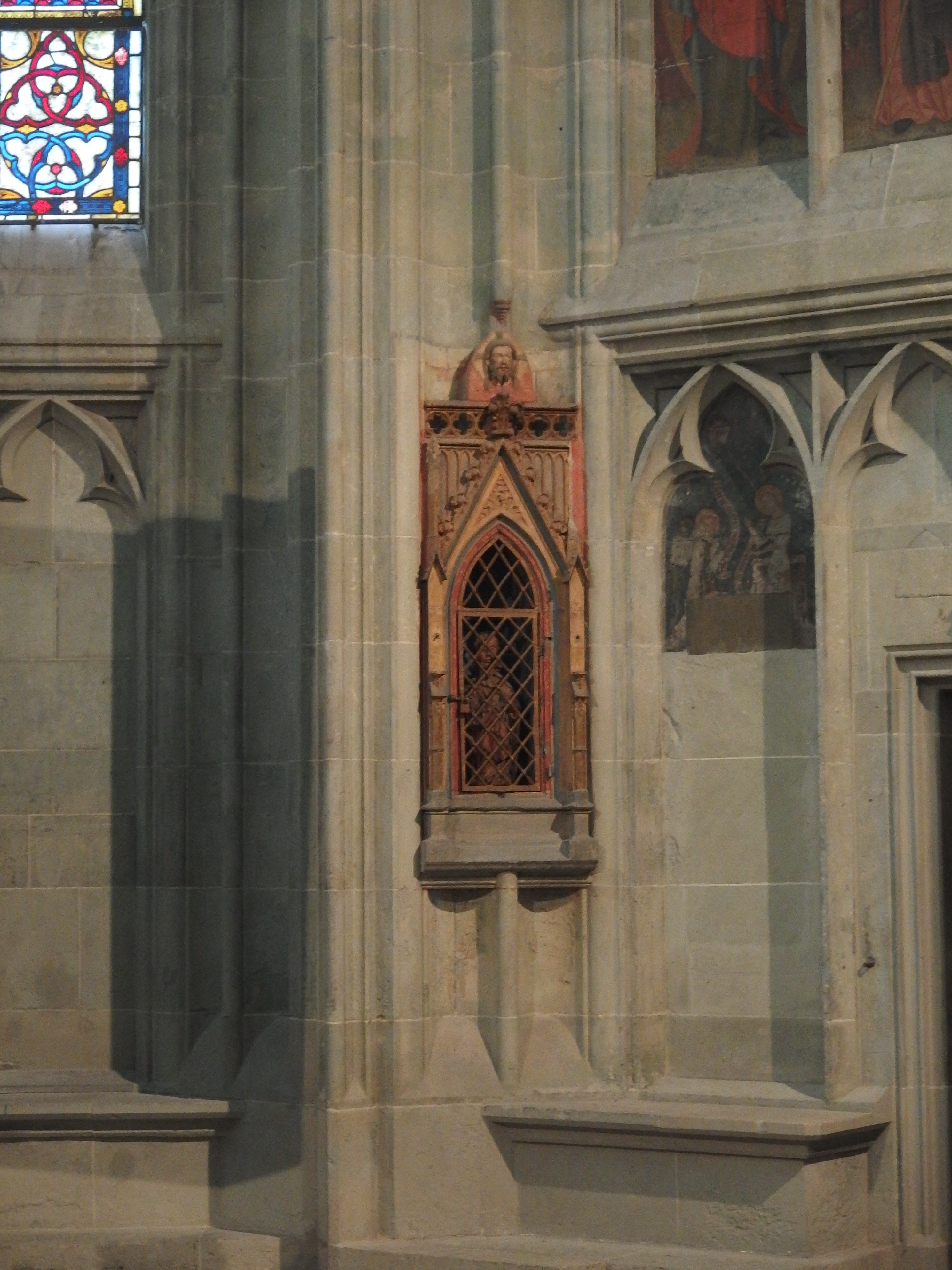
Kleines Sakramentshäuschen

## Orgel
Bereits vor 1529 muss die Kirche eine Orgel besessen haben, da Zahlungen für einen Organisten von jährlich 20 Reichstaler erwähnt werden. Bei einer umfangreichen Reparatur 1701 erhielt die Orgel ein neues Pedalwerk sowie neue Blasebälge. 1719/1720 folgte eine Reparatur durch Johann Patroclus Möller für rund 23 Reichstaler. Bis zum Abbruch 1877 stand diese Orgel auf einer Empore vor dem zugemauerten Turmraum im Westen der Kirche und ragte mit ihrem Rückpositiv bis fast unter den Schlussstein des ersten Gewölbejochs, wie ein im Marburger Fotoarchiv entdecktes Bild zeigt.
Im Zusammenhang mit der Gesamtrestaurierung (fertiggestellt 1882) wurden die Turmhalle geöffnet, die Empore mitsamt Orgel abgebaut und unterhalb der Türme zwei Emporen eingezogen. Für die nördliche Empore fertigte Friedrich Gerhardt aus Merseburg eine neue Orgel mit neogotischem Doppelprospekt (zwei Schauseiten, nach Süden und Osten). Diese wurde bereits 1889 von Friedrich Meyer eingehend überholt und ab 1909 von der Firma Gebrüder Stockmann aus Werl betreut. Das Instrument hatte 33 Register auf drei Manualen und Pedal; das Echowerk war schwellbar.
| I Hauptwerk |                  |        |
| 01.         | Prinzipal        | 16′    |
| 02.         | Prinzipal        | 08′    |
| 03.         | Gamba            | 08′    |
| 04.         | Hohlflöte        | 08′    |
| 05.         | Oktave           | 04′    |
| 06.         | Spitzflöte       | 04′    |
| 07.         | Quinte           | 02 ⁄3′ |
| 08.         | Waldflöte        | 02′    |
| 09.         | Oktave           | 02′    |
| 10.         | Cornett II-III 0 | 02 ⁄3′ |
| 11.         | Mixtur IV        | 02′    |
| 12.         | Trompete         | 08′    |

| II Nebenwerk |                         |        |
| 13.          | Bordun                  | 08′    |
| 14.          | Prinzipal               | 08′    |
| 15.          | Gemshorn                | 08′    |
| 16.          | Gedackt                 | 08′    |
| 17.          | Oktave                  | 04′    |
| 18.          | Flauto Dolce            | 04′    |
| 19.          | Gemsquinte              | 02 ⁄3′ |
| 20.          | Progressivharm. II-IV 0 | 02 ⁄3′ |

| III Echowerk |                |     |
| 21.          | Salizional     | 08′ |
| 22.          | Aeoline        | 08′ |
| 23.          | Rohrflöte      | 08′ |
| 24.          | Traversflöte 0 | 04′ |
| 25.          | Oboe           | 08′ |

| Pedal |               |     |
| 26.   | Prinzipal     | 16′ |
| 27.   | Subbass       | 16′ |
| 28.   | Oktavbass     | 08′ |
| 29.   | Gedacktbass 0 | 08′ |
| 30.   | Cello         | 08′ |
| 31.   | Oktave        | 04′ |
| 32.   | Posaune       | 16′ |
| 33.   | Trompete      | 08′ |

- Koppeln: II/I, III/I, I/P, II/P als Tritt
- Spielhilfen: Feste Kombination (Forte I. Manual, Forte II. Manual, Tutti) als Tritt, Schwelltritt für das Echowerk, pneumatische Trakturmaschine für das I. Manual und die Registerzüge

Trotz der Zerstörung im Krieg konnten die Windladen, das Gebläse und 21 Register sichergestellt werden.
Die heutige Orgel, mit mechanischer Traktur, 1957 von Emil Hammer (Hannover) gebaut, besitzt 32 Register auf zwei Manualen und Pedal; es wurden keine Pfeifen aus dem alten Bestand des Vorgängerinstruments wiederverwendet. Auf der Nordempore des Westwerks sitzt der Organist „inmitten“ der Orgel, da das Pedalwerk in einem separaten Gehäuse zwischen Hauptwerk und Rückpositiv steht. Die Position und Aufstellung des Orgelwerkes stellt für die Gemeinbegleitung und die Gestaltung von Konzerten in der kathedralartigen Akustik mit ca. 7 Sekunden Nachhall eine Herausforderung dar.
Disposition der Hammer-Orgel von 1957:
| I Rückpositiv C–a3 |                   |        |
| 01.                | Holzgedackt       | 08′    |
| 02.                | Violflöte         | 08′    |
| 03.                | Prinzipal         | 04′    |
| 04.                | Rohrflöte         | 04′    |
| 05.                | Blockflöte        | 02′    |
| 06.                | Quinte            | 01 ⁄3′ |
| 07.                | Oktave            | 01′    |
| 08.                | Sesquialtera II 0 | 02 ⁄3′ |
| 09.                | Scharf IV         |        |
| 10.                | Rankett           | 16′    |
| 11.                | Vox Humana        | 08′    |
|                    | Tremulant         |        |

| II Hauptwerk C–a3 |                 |        |
| 12.               | Quintadena      | 16′    |
| 13.               | Prinzipal       | 08′    |
| 14.               | Rohrflöte       | 08′    |
| 15.               | Oktave          | 04′    |
| 16.               | Spitzflöte      | 04′    |
| 17.               | Quinte          | 02 ⁄3′ |
| 18.               | Oktave          | 02′    |
| 19.               | Waldflöte       | 02′    |
| 20.               | Mixtur VI       |        |
| 21.               | Zimbel III-IV 0 |        |
| 22.               | Trompete        | 08′    |

| Pedalwerk C–f1 |             |     |
| 23.            | Subbass     | 16′ |
| 24.            | Praestant   | 08′ |
| 25.            | Gemshorn    | 08′ |
| 26.            | Oktave      | 04′ |
| 27.            | Metallflöte | 04′ |
| 28.            | Nachthorn 0 | 02′ |
| 29.            | Mixtur IV   |     |
| 30.            | Trompete    | 16′ |
| 31.            | Trompete    | 08′ |
| 32.            | Trompete    | 04′ |

- Koppeln: I/II, I/P, II/P als Tritt

## Glocken
Das Geläut besteht aus neun Glocken. Die beiden großen bildeten lange Zeit den Geläute-Torso. Sie wurden saniert und um sieben neue Glocken ergänzt. Die drei kleinsten Glocken dienen als Teil- und Erweiterungsgeläut. Alle Glocken hängen im Holzglockenstuhl an Holzjochen.
| Nr. | Bezeichnung               | Gussjahr | Gießer                         | Masse (kg, ca.) | Schlagton (HT-1/16) | Inschrift (Relief) |
| --- | ------------------------- | -------- | ------------------------------ | --------------- | ------------------- | --- |
| 1   | Festtagsglocke (Gloriosa) | 1933     | Franz Schilling, Apolda        | 2.295           | h0 –1               | „Unser Gott kommt und schweiget nicht“ |
| 2   | Sonntagsglocke I          | 1856     | Wilhelm Rincker, Westhofen     | 1.600           | d1 –9               | „Ehre sei Gott in der Hoehe“ |
| 3   | Sonntagsglocke II         | 2002     | A. Bachert, Bad Friedrichshall | 0.950           | g1                  | „Komm o mein Heiland Jesu Christ, meins Herzens Tür Dir offen ist. Ach zieh mit deiner Gnade ein, Dein Freundlichkeit auch uns erschein“ (Gnadenstuhl) |
| 4   | Sterbeglocke              | 2002     | A. Bachert, Bad Friedrichshall | 0.700           | a1                  | „Dein heil’ger Geist uns führ und leit den Weg zur ew’gen Seligkeit“ (Pietà)                                                                           |
| 5   | Vaterunserglocke          | 2002     | A. Bachert, Bad Friedrichshall | 0.550           | h1                  | „Dem Namen Dein, o Herr, sei ewig Preis und Ehr“ |
| 6   | Sakramentsglocke          | 2002     | A. Bachert, Bad Friedrichshall | 0.390           | d2                  | „Deinen Tod, o Herr, verkünden wir und Deine Auferstehung preisen wir bis Du kommst in Herrlichkeit“ (Hagias Trias)                                    |
| 7   | Gottvater                 | 2002     | A. Bachert, Bad Friedrichshall | 0.300           | e2                  | „Sanctus Sanctus Sanctus Deus Sabaoth, pleni sunt coeli et terrae gloria eius. Ad signandum et cantandum gloriam Dei aeterni fusa sum …“               |
| 8   | Gottsohn                  | 2002     | A. Bachert, Bad Friedrichshall | 0.250           | fis²                | „Christus est imago Dei invisibilis, primogenitus omnis creaturae. Nocte dieque vigil depromam carmina Christo“                                        |
| 9   | Gottgeist                 | 2002     | A. Bachert, Bad Friedrichshall | 0.210           | g2                  | „Spiritus Domini replevit orbem terrarum. Cum sex sororibus fusa sum ut laudem Dei aeterni tantummodo signem“                                          |

## Bildergalerie

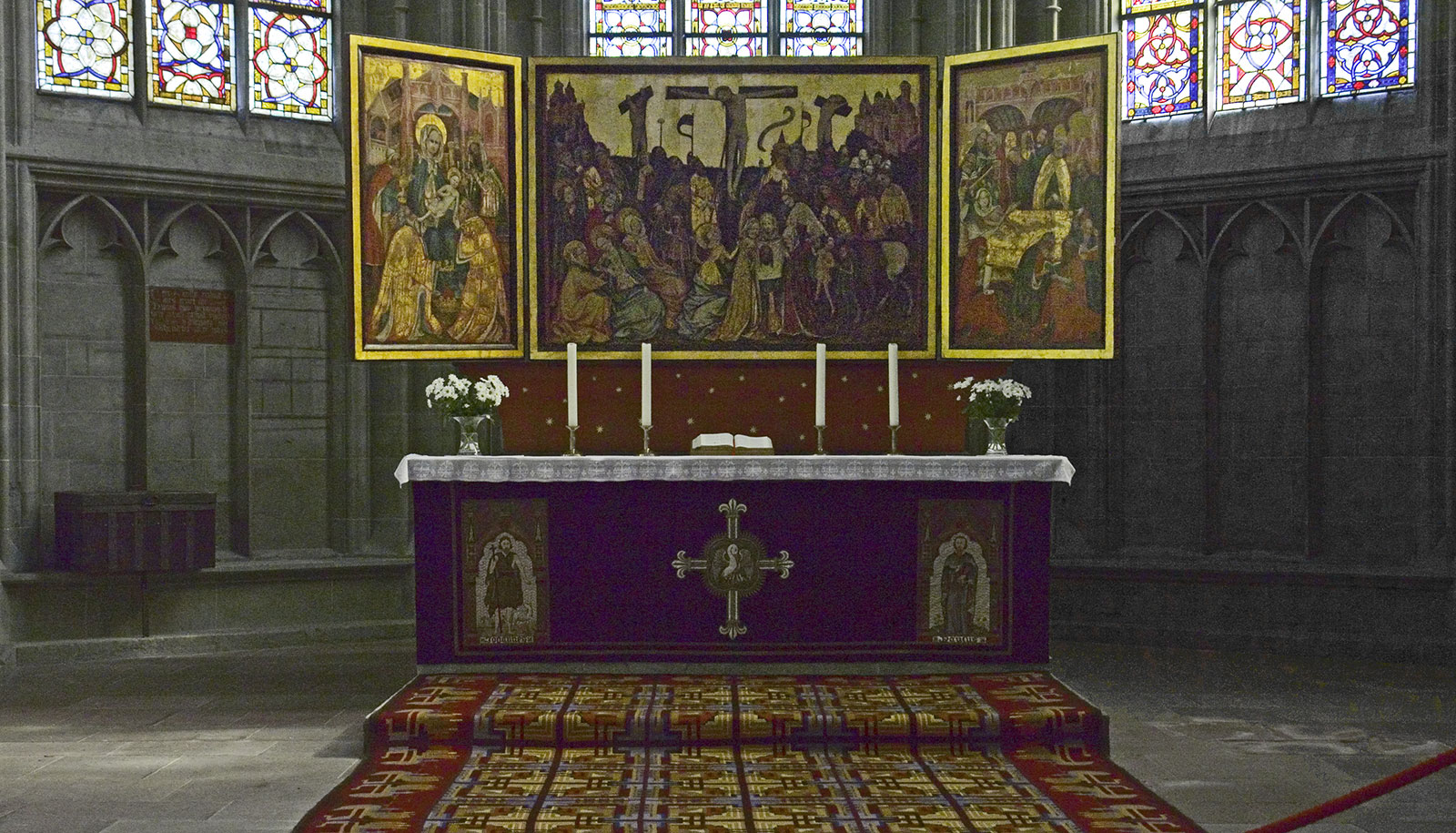
St. Maria zur Wiese, Hauptaltar
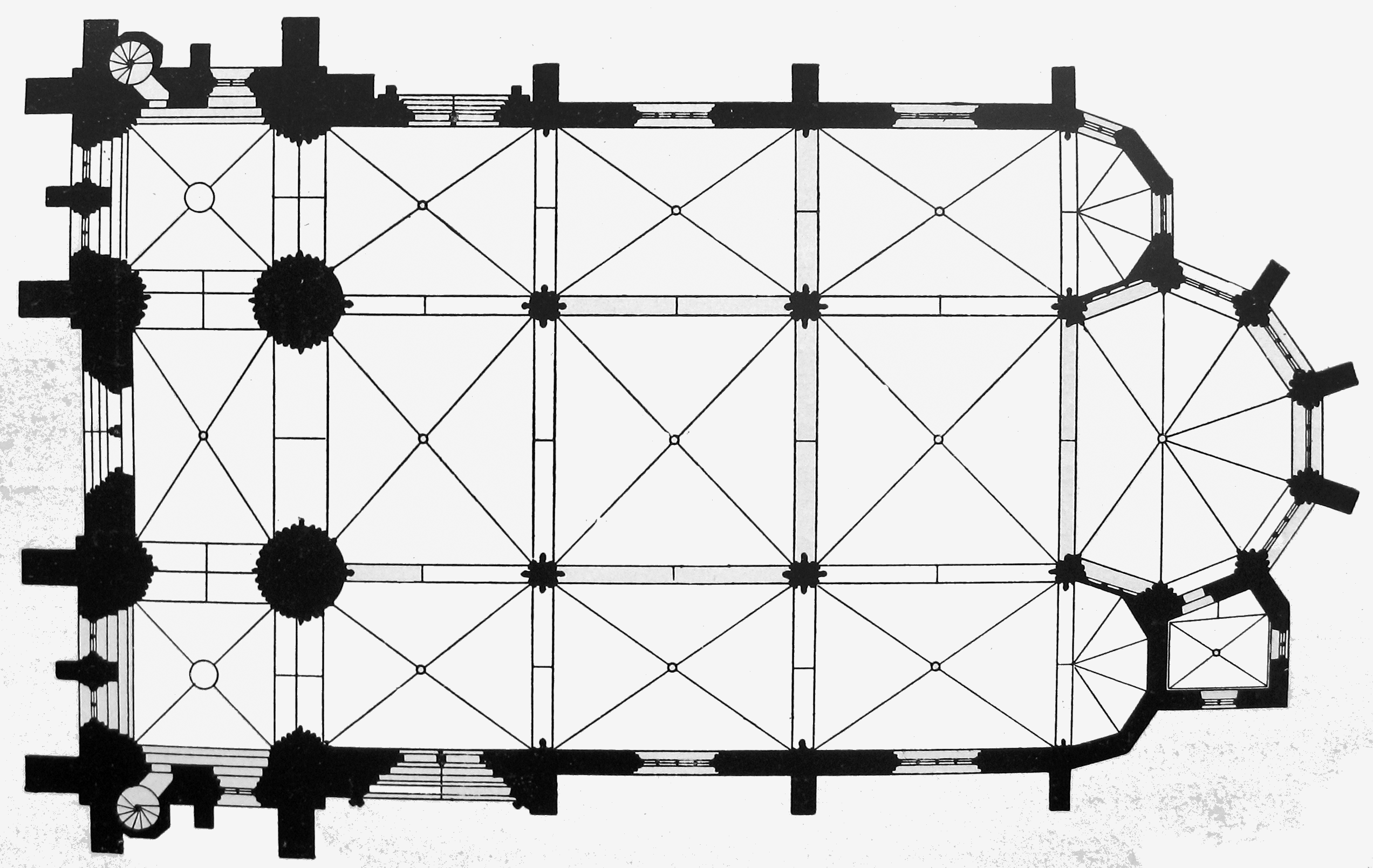
Grundriss: Westfälisches Quadrat
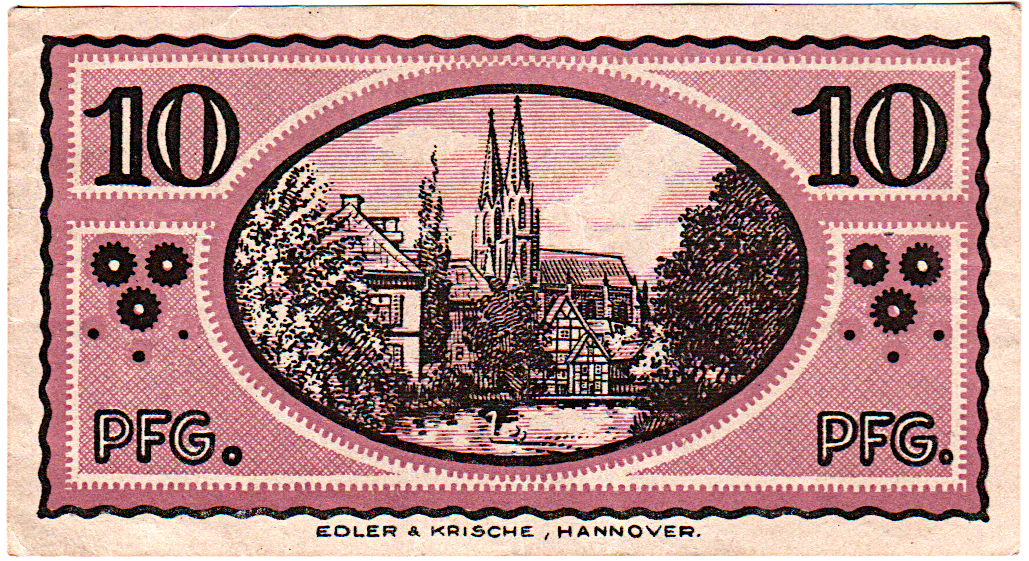
Die Wiesenkirche auf einem Notgeldschein aus Soest, von 1920.

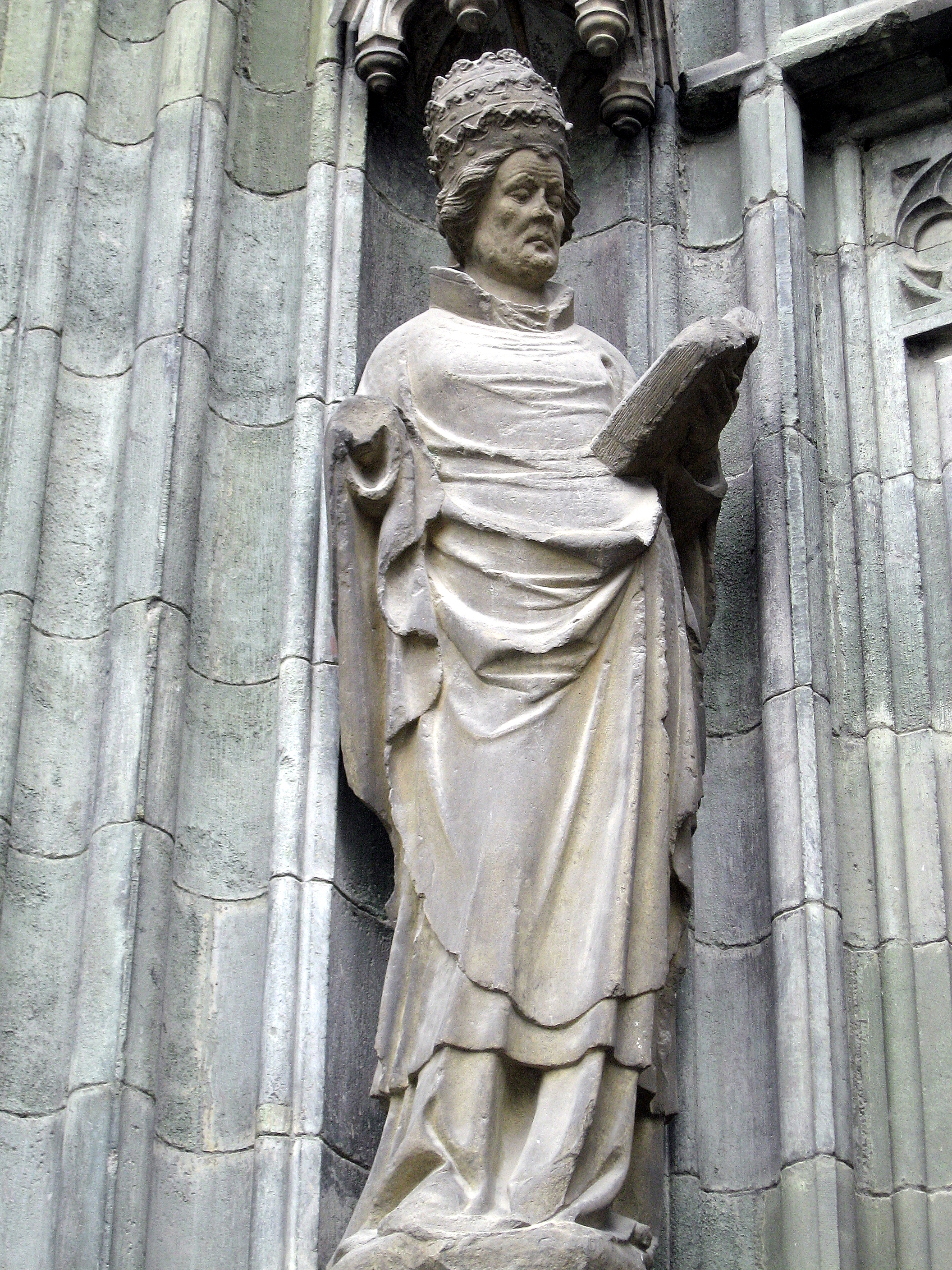
Südportal, vermutlich Darstellung Papst Gregors des Großen
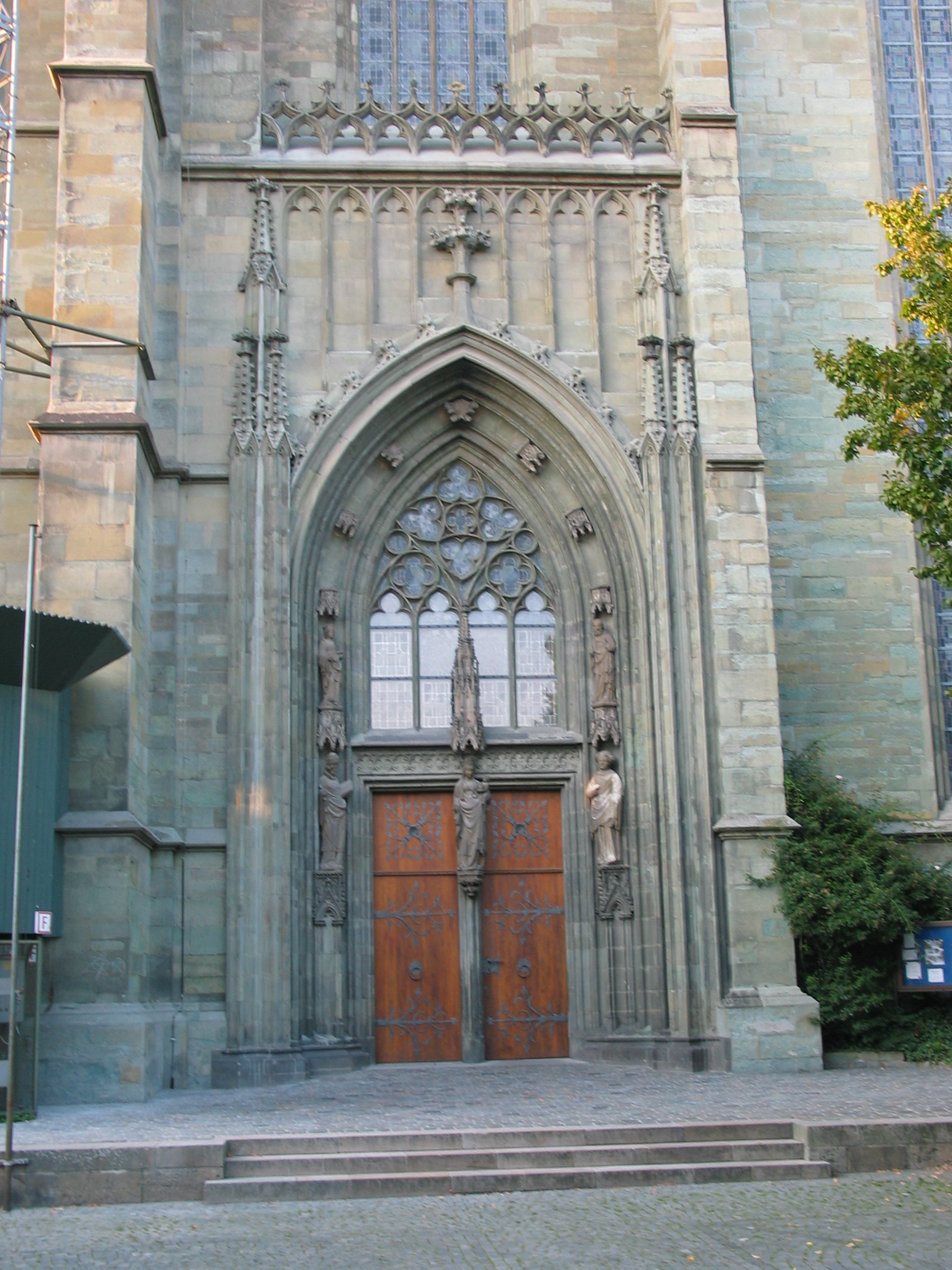
Der Haupteingang an der Südseite der Wiesenkirche
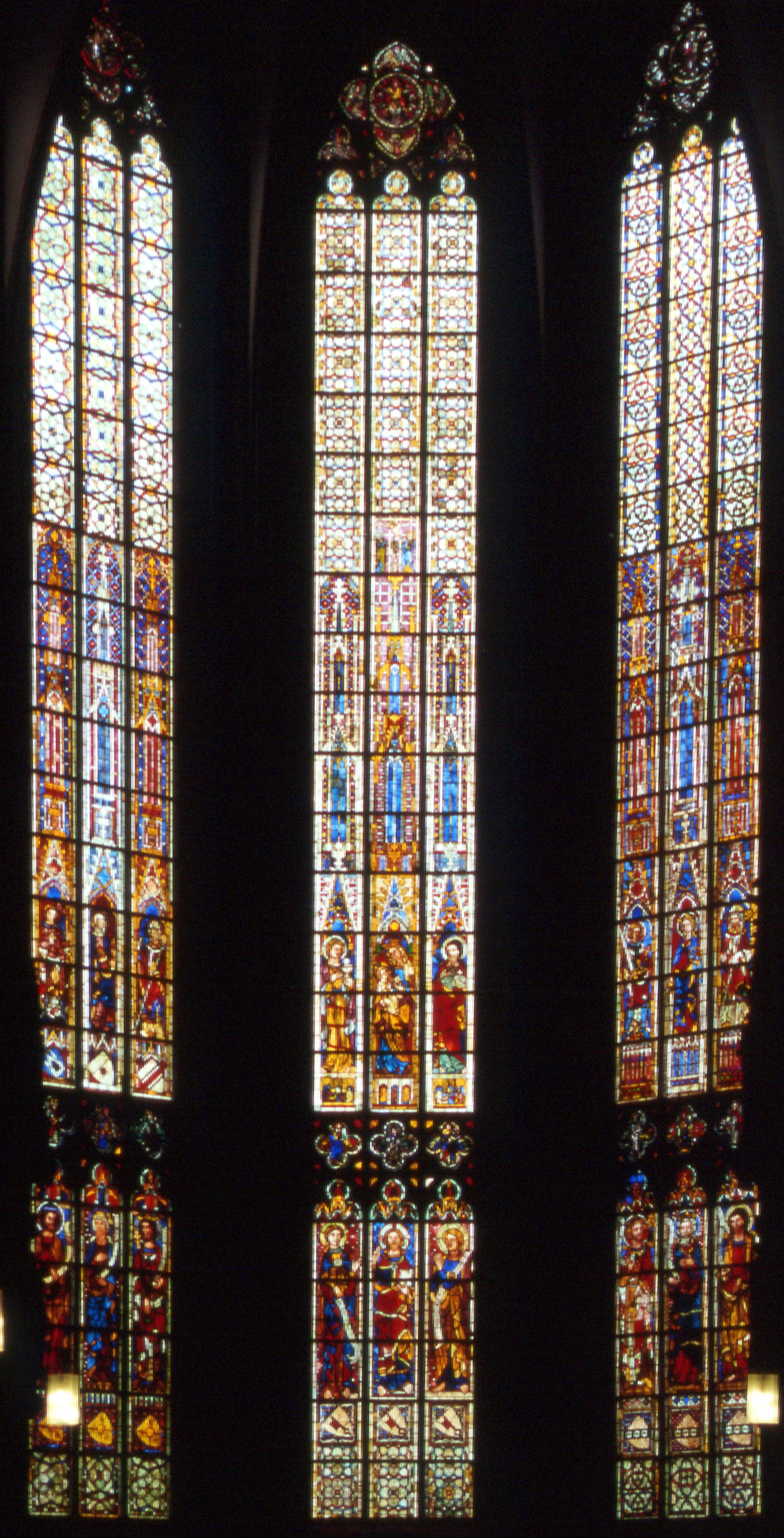
Chorfenster (14. Jahrhundert)
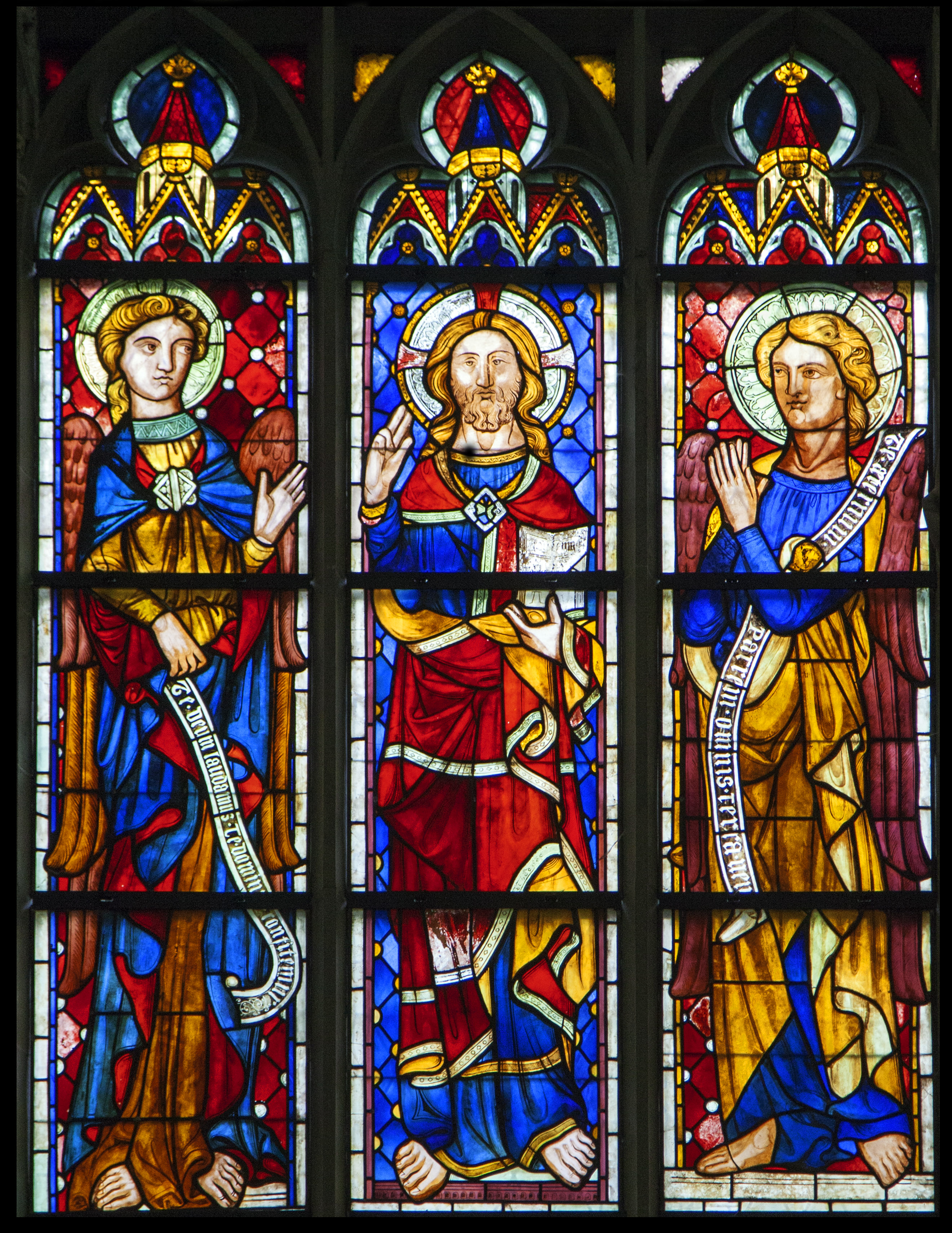
Christusdarstellung im Chorfenster (14. Jahrhundert)
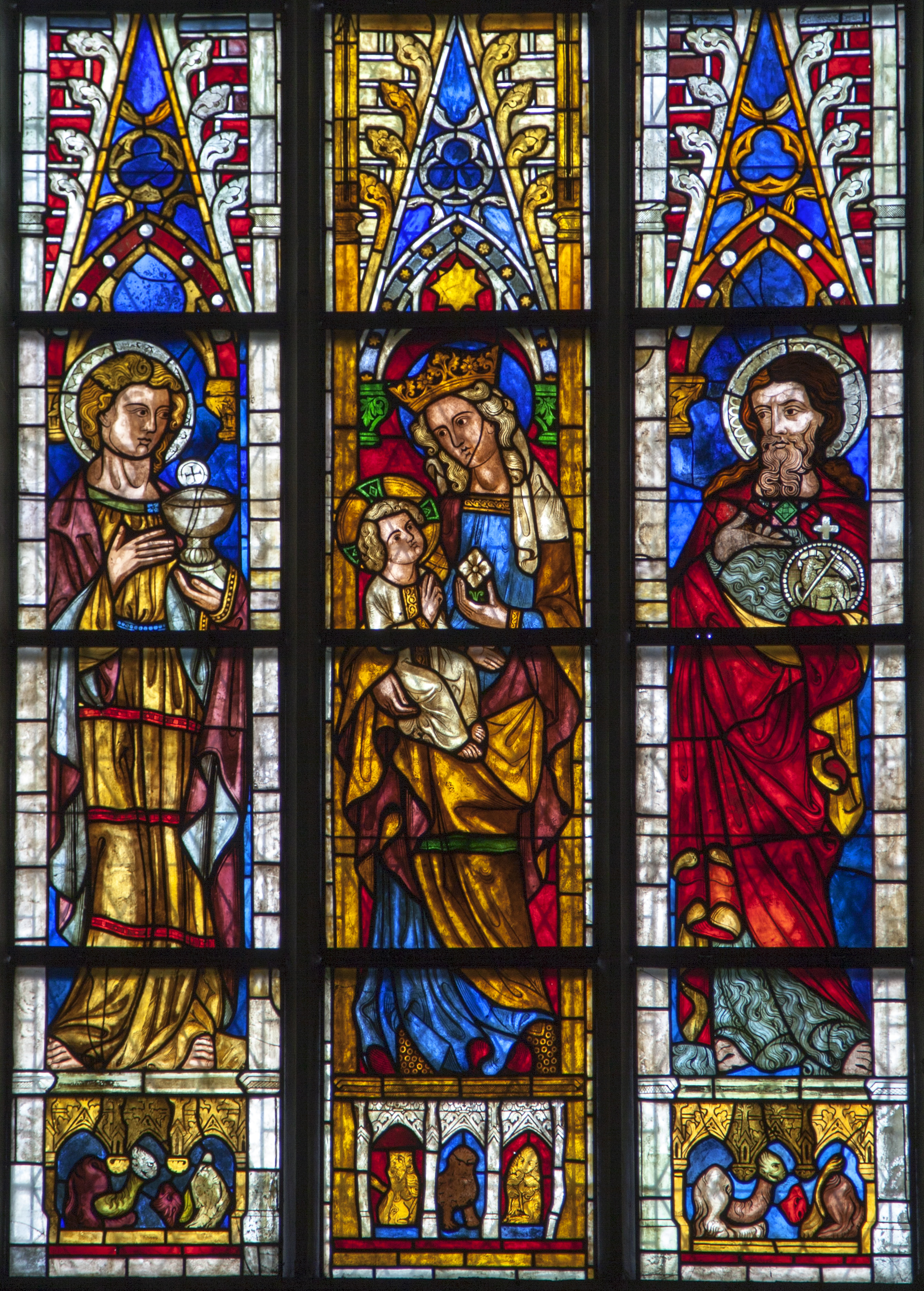
Detail des mittleren Chorfensters
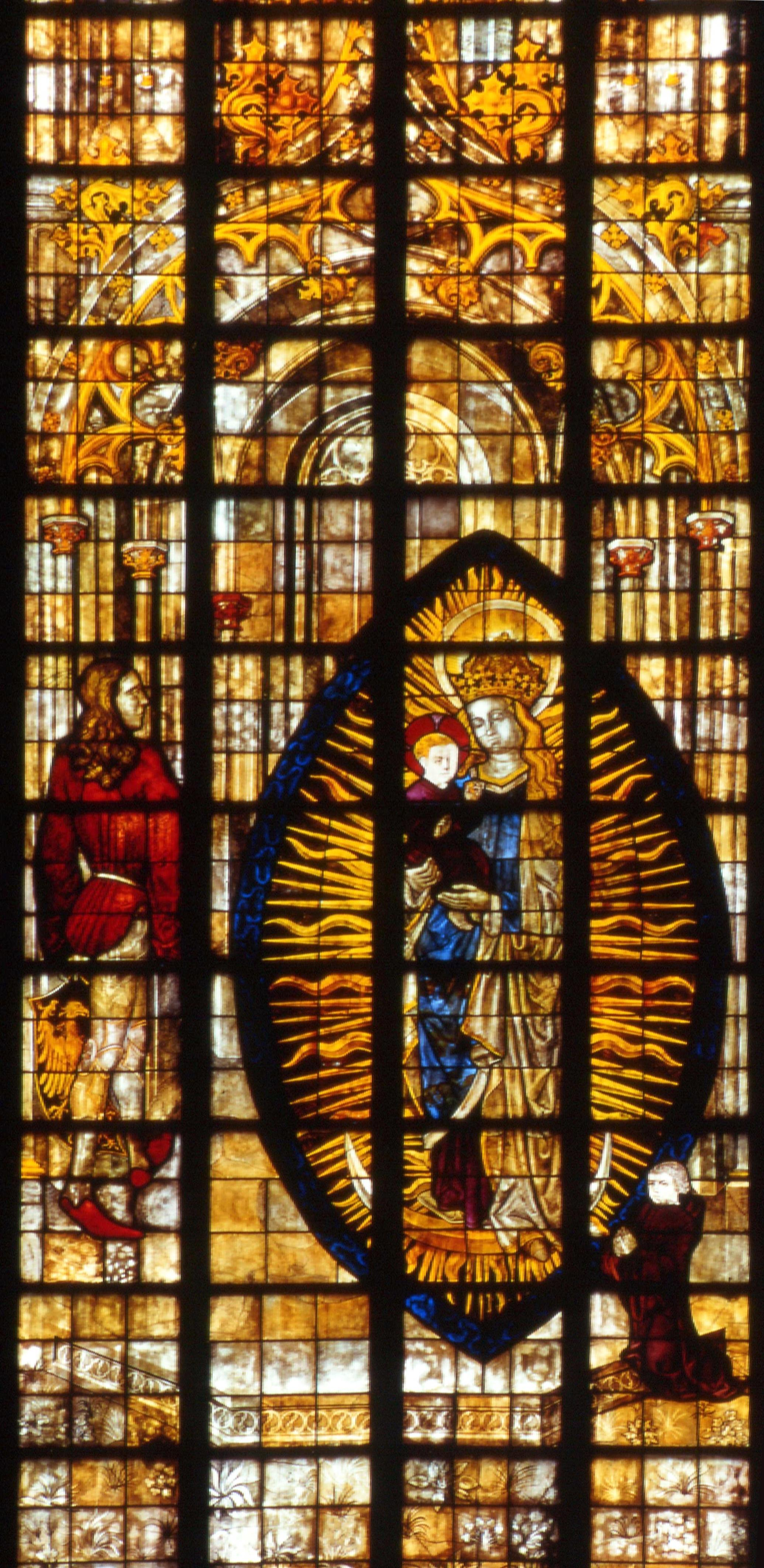
Marienfenster (15. Jahrhundert)
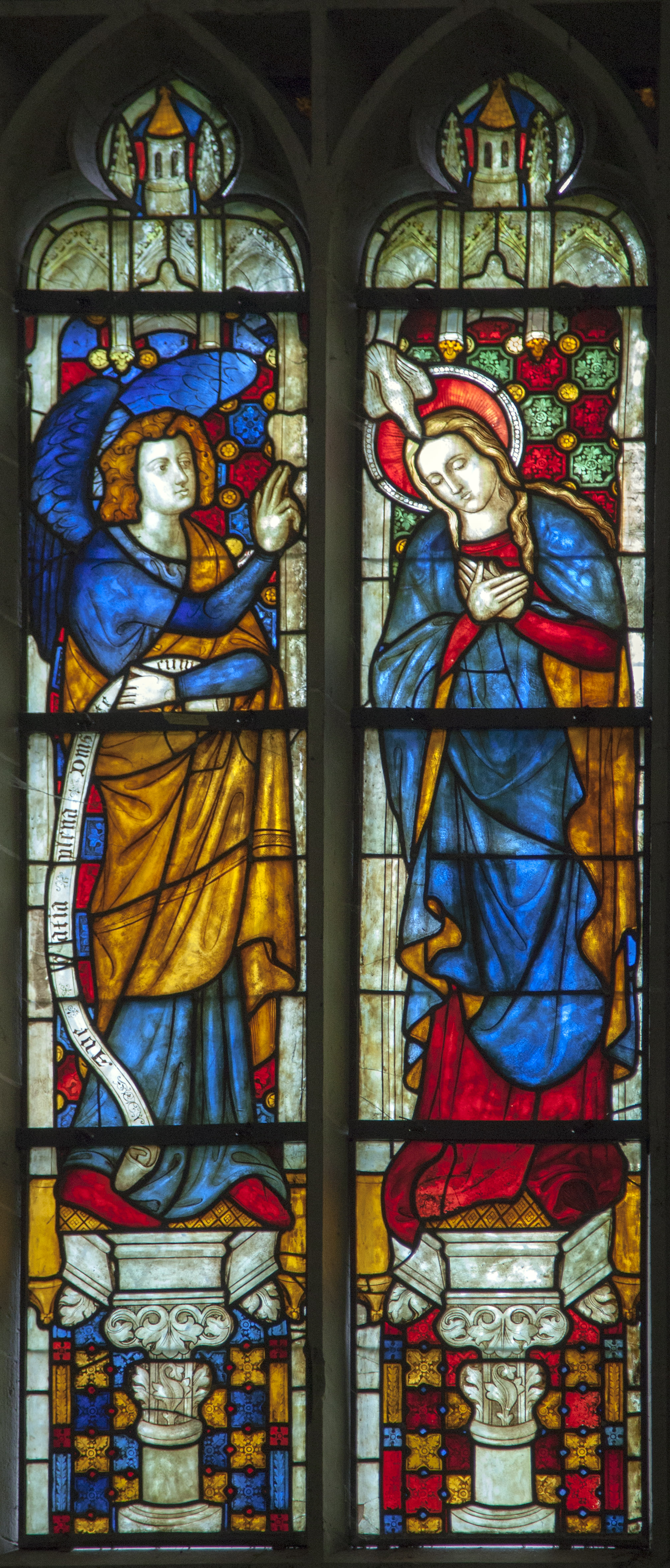
Verkündigung aus einem Fenster der südl. Apsis
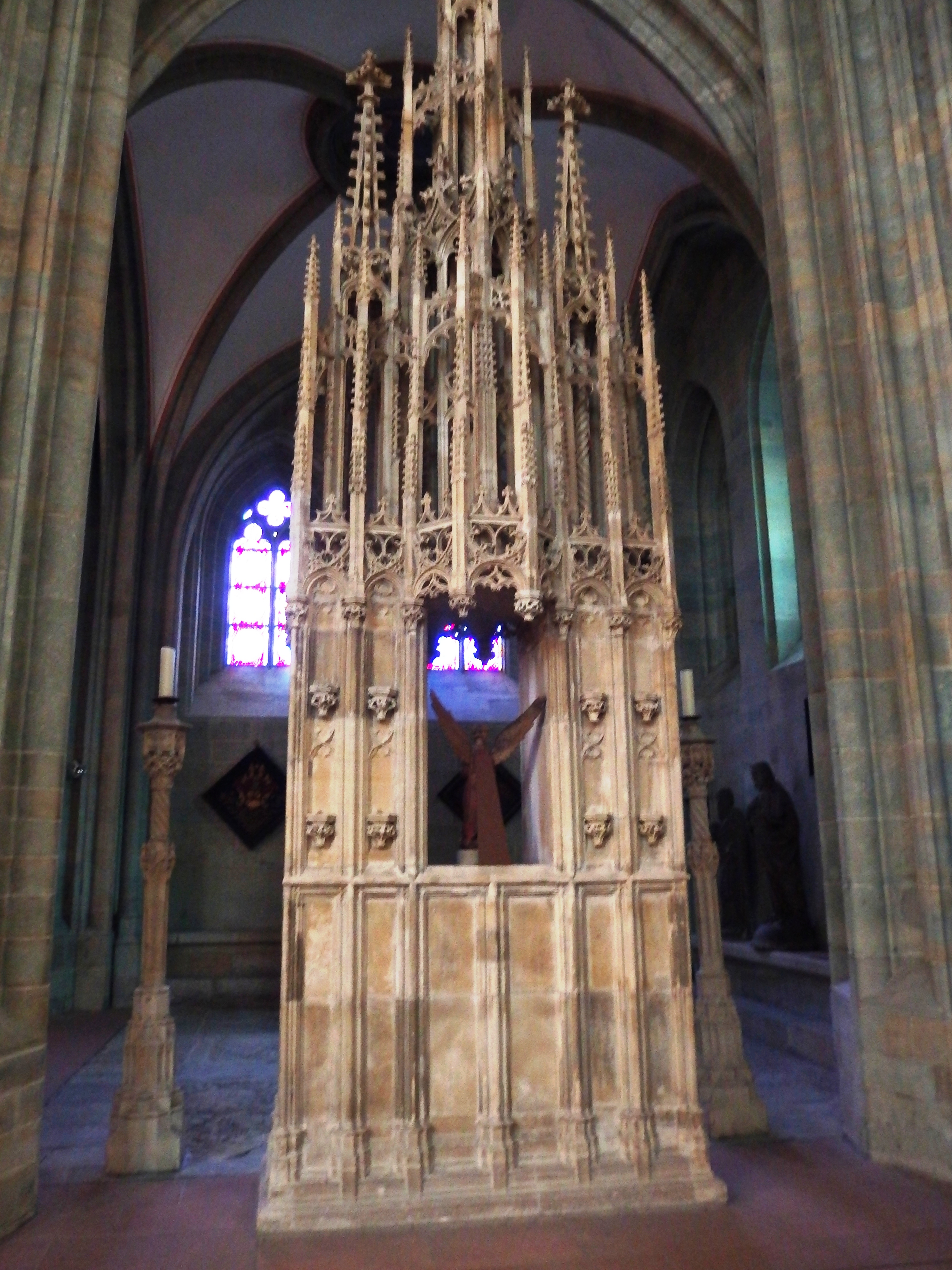
Spätgotisches Sakramentshäuschen
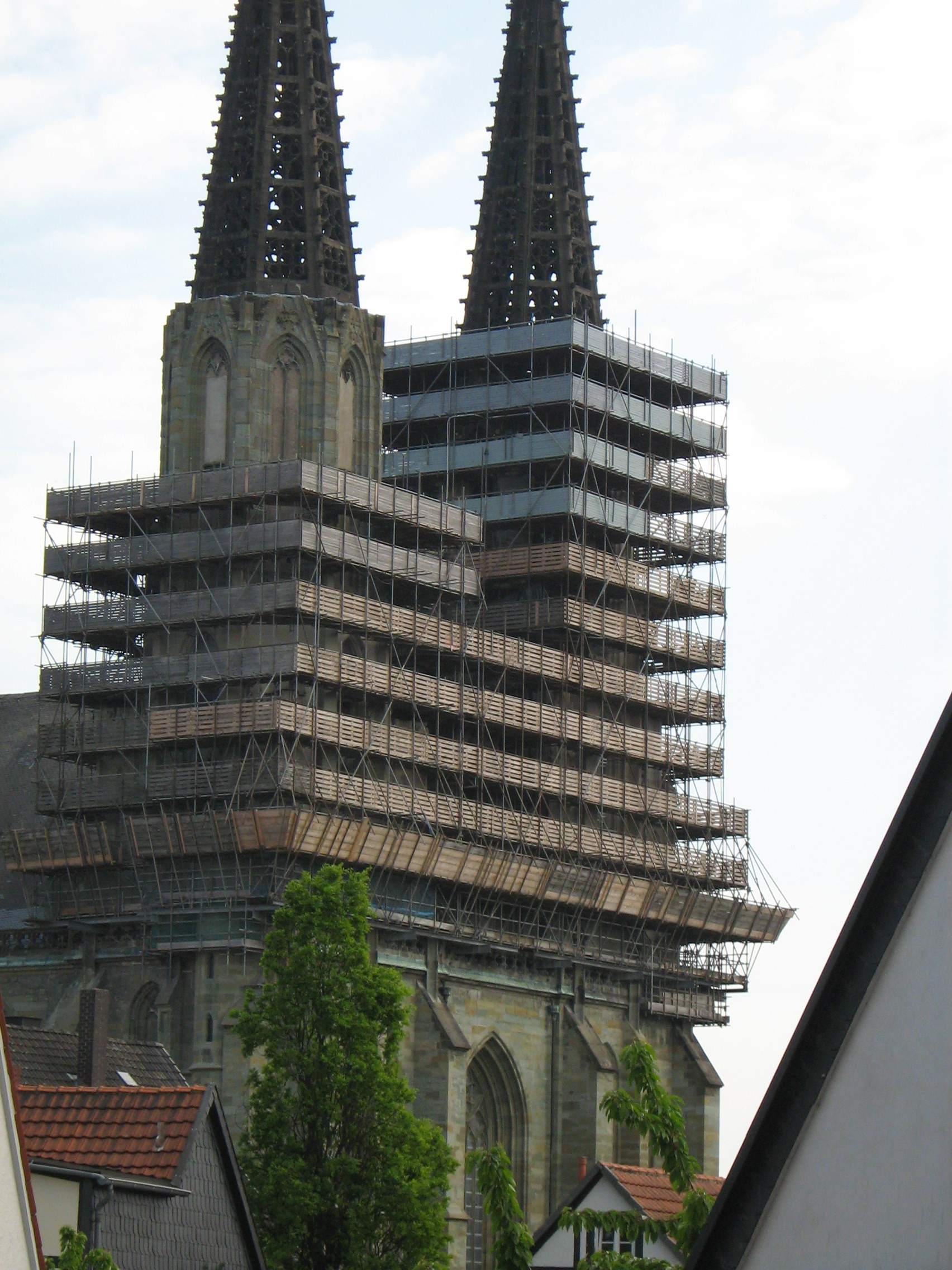
Die eingerüsteten Türme (2008)

## Maße der Wiesenkirche
Der Architekt Memminger, der bei der Vollendung und Restaurierung der Wiesenkirche im 20. Jahrhundert beteiligt war, hat festgestellt, dass man alle Abmessungen der Kirche durch Kreise von 13,5 m Durchmesser festlegen kann. Legt man davon drei nebeneinander, umschreibt der östliche das Zehneck des Hauptchores, während die beiden anderen die Kirchenlänge bis zur Turmhalle ergeben. Mit dem gleichen Kreis lassen sich die vier Pfeiler des Langhauses umschließen; zwei dieser Kreise aneinandergereiht rühren an die Außenkanten der nördlichen und südlichen Umfassungsmauer. Der Radius dieser Kreise (= 6,75 m) stellt nach Memminger das Einheitsmaß für alle Bauteile dar; er ist im Durchmesser der Seitenchöre einmal, in der Höhe der Kirchenschiffe bis zum Scheitelpunkt der Gewölbe viermal, in der Turmhöhe bis zum Ansatz der Helme achtmal und bis zur Spitze (74,7 m) zwölfmal enthalten.
- Länge der Kirche 50 m
- Breite der Kirche 27 m
- Höhe der Kirche 24 m
- Länge des Kirchenschiffes ohne Chöre und Türme 29 m
- Rauminhalt 27.000 m³
- Wand- und Deckenflächen 2.600 m²
- Fensterflächen 836 m²
- Höhe der Türme: 74,7 m (ausgehend vom Eingangsbereich)